# Silhueta

Silhueta da evolução humana

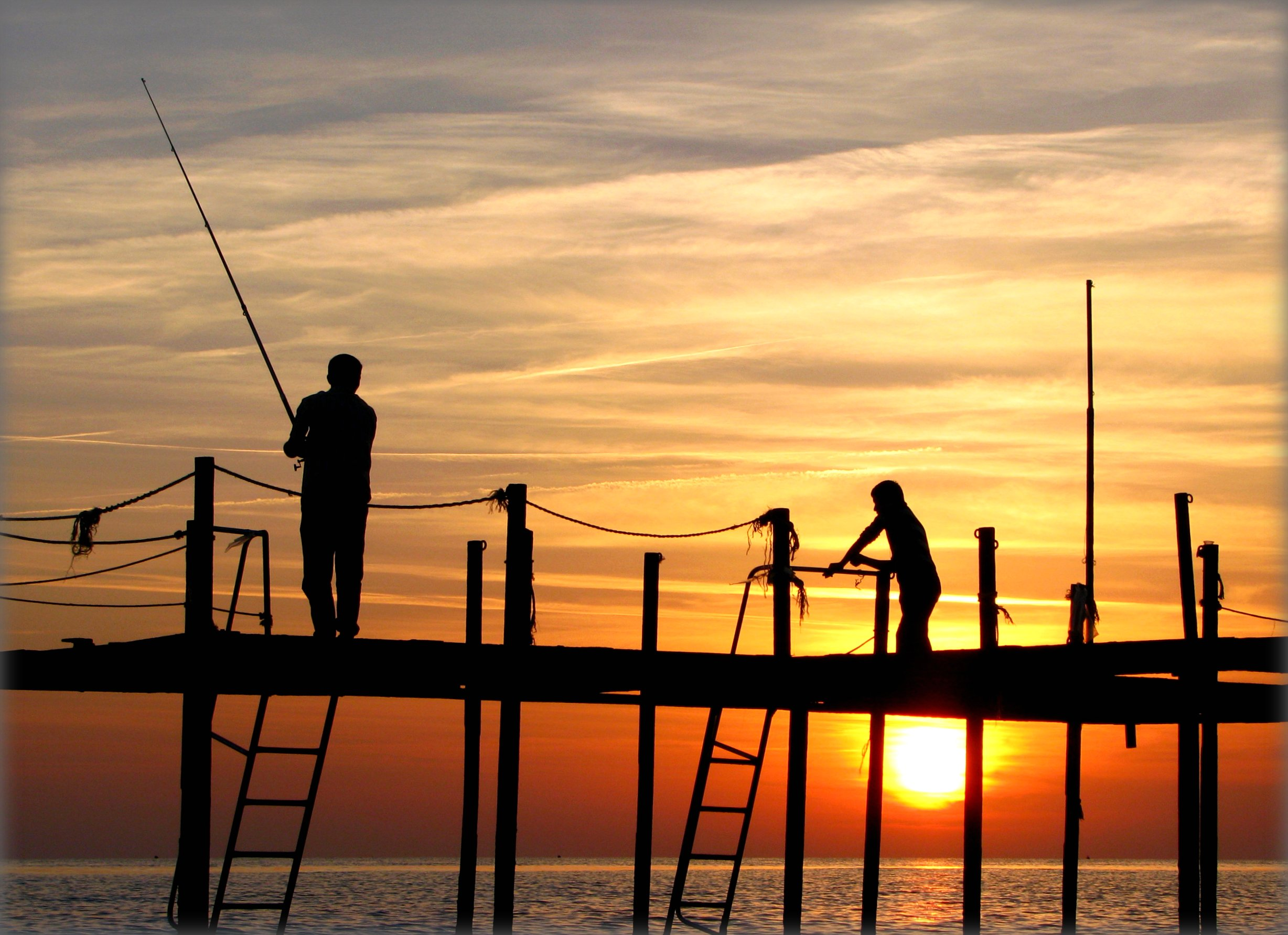
Silhuetas de dois pescadores recreacionais

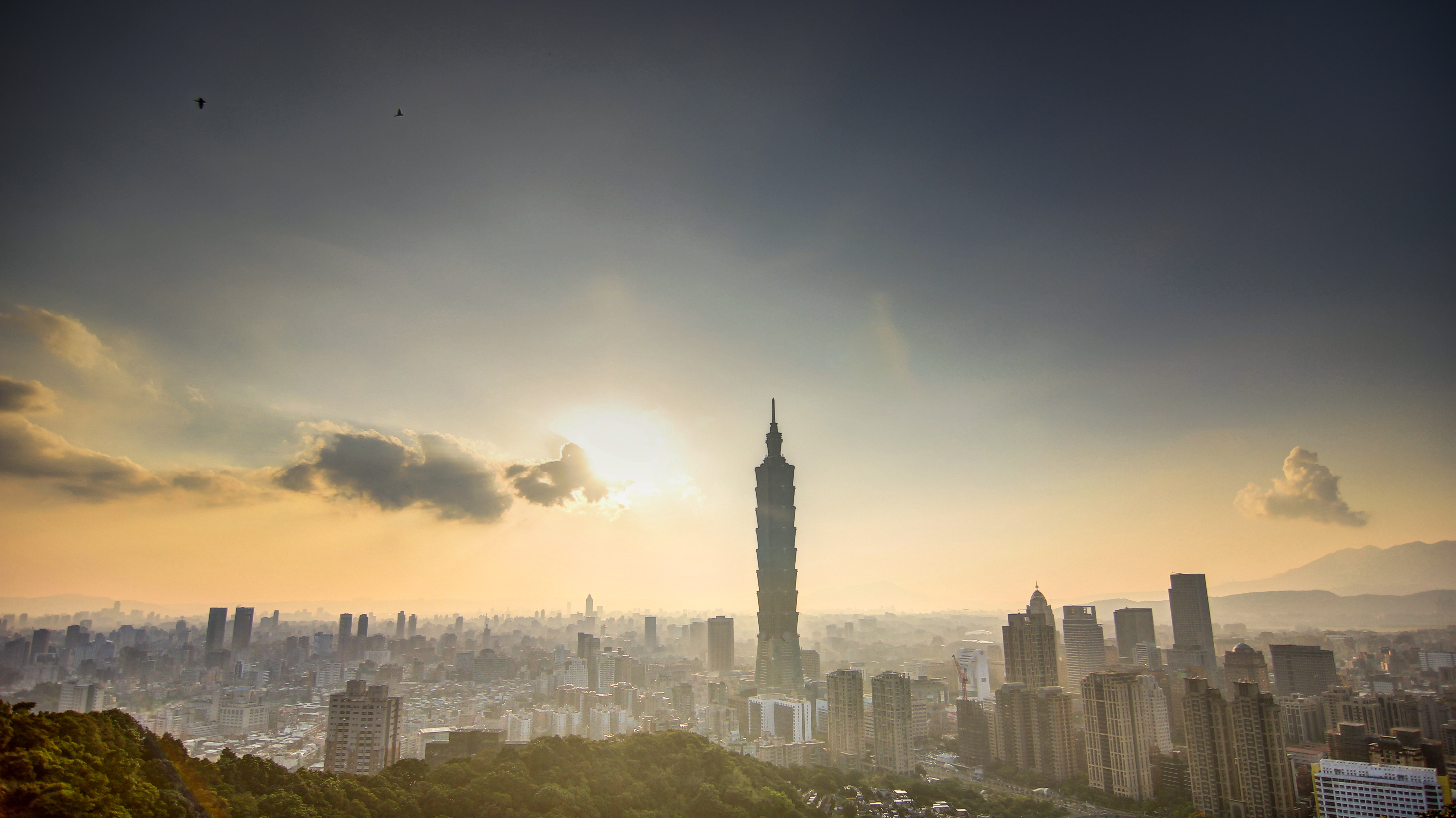
Silhueta de Taipé, Taiwan

Silhueta é uma sombra de algo, de tamanho miniaturizado.

## Outros significados
Uma silhueta pode ser a aparência de uma foto, com o fundo e os elementos de composição que aparecem na mesma de quaisquer cores, sendo que os seres têm de ser de tons diferentes da cor do fundo. Normalmente, uma silhueta é uma forma escura contra um fundo mais claro, destacando a figura. 
A ideia é que aquilo que está por trás da silhueta seja reconhecido pela forma.

## Uso da silhueta
Uma silhueta pode ser também utilizada em jogos e animações, fotografias, design gráfico e em artes e ilustrações.